# Sphenocratus hastatus
Sphenocratus hastatus är en insektsart som beskrevs av Oshanin 1912. Sphenocratus hastatus ingår i släktet Sphenocratus och familjen Dictyopharidae. Inga underarter finns listade i Catalogue of Life.